# جون هاردينغ
جون هاردينغ (بالإنجليزية: June Harding)‏ هي ممثلة أمريكية، ولدت في 7 سبتمبر 1940 في الولايات المتحدة. من الجوائز التي نالتها جائزة المسرح العالمي سنة 1961.

## جوائز
- جائزة المسرح العالمي (1961)

## وصلات خارجية
- جون هاردينغ على موقع IMDb (الإنجليزية)
- جون هاردينغ على موقع قاعدة بيانات برودواي على الإنترنت (الإنجليزية)
- جون هاردينغ على موقع إن إن دي بي (الإنجليزية)
- جون هاردينغ على موقع قاعدة بيانات الفيلم (الإنجليزية)